# Euscorpius flavicaudis
Euscorpius flavicaudis – gatunek skorpiona z rodziny Euscorpiidae.

## Występowanie

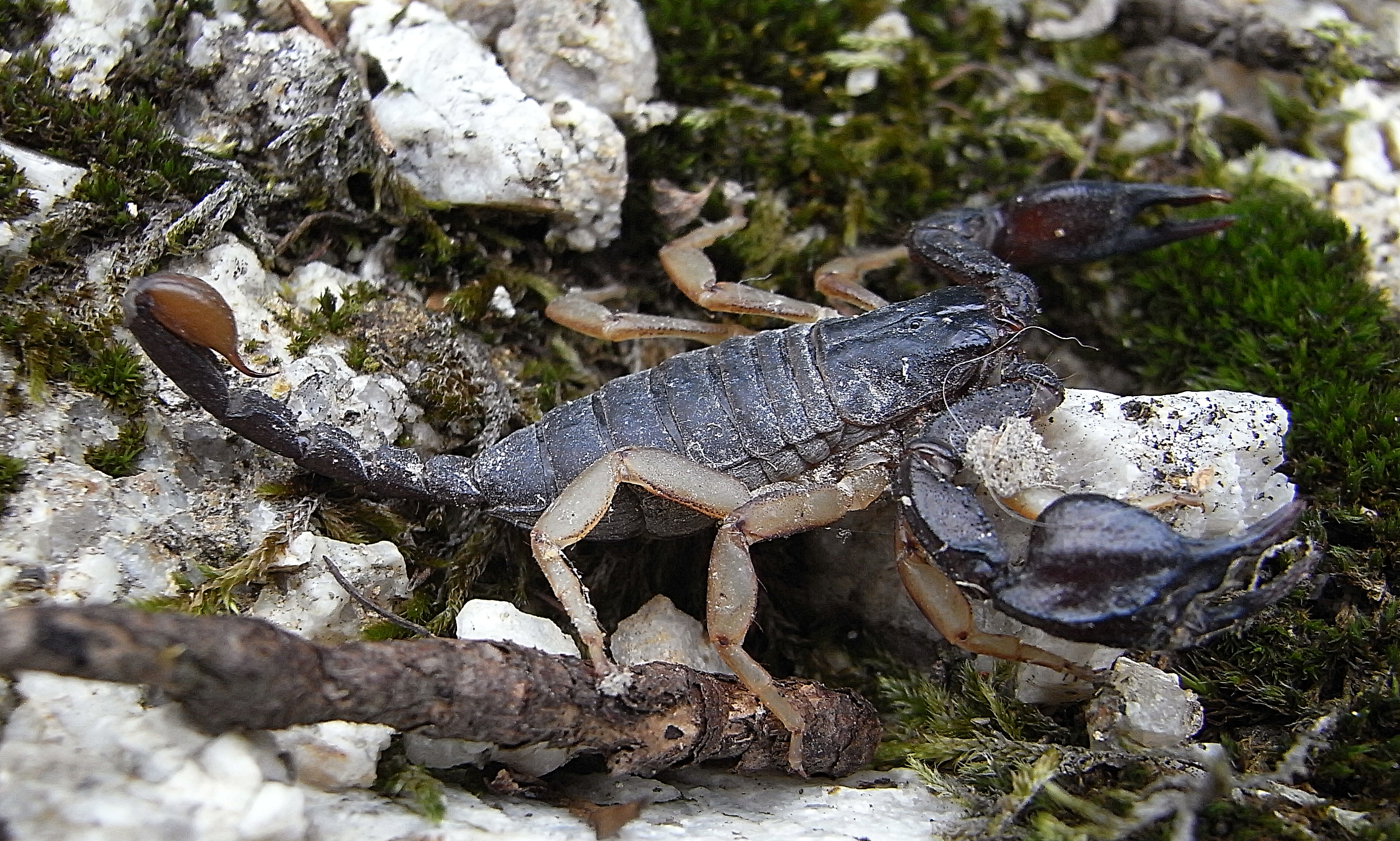
Osobnik sfotografowany w Lasalle we Francji

Euscorpius flavicaudis występuje w zachodniej części basenu Morza Śródziemnego, w północnej Afryce (Algieria, Tunezja) i południowej Europie (Francja, Hiszpania i Włochy). Został też przypadkowo sprowadzony do Anglii i Urugwaju w Ameryce Południowej.
Gatunek ten zajmuje różnorodne siedliska, jest spotykany w ogrodach, w budynkach i na murach. Zamieszkuje szczeliny w skałach i ścianach, pod kamieniami i w różnych innych miejscach o wysokiej wilgotności. Często kopie norki. Występuje od poziomu morza do 500 m n.p.m.

### W Anglii
Największa i wysunięta najdalej na północ kolonia tego gatunku żyje w dokach Sheerness na wyspie Sheppey w angielskim hrabstwie Kent. Istnieje od II połowy XIX wieku. Skorpiony zamieszkują szczeliny w murach, z których wykruszyła się zaprawa murarska. Są mało aktywne, samice opuszczają schronienia nie częściej niż 10 razy w roku; samce stają się aktywniejsze latem, w sezonie rozrodczym. Polują głównie na równonogi, czasem także na osobniki własnego gatunku.

## Wygląd
Euscorpius flavicaudis osiąga długość 35–45 mm i masę 300–1100 miligramów (średnio 700 mg). Ciało ma ciemnobrązowy, prawie czarny kolor, natomiast odnóża i telson są żółtawe. Szczypce są masywne, cienki zaodwłok ma 4–5 segmentów. Ciało pokrywają drobne szczecinki, pełniące rolę narządu dotyku. Nie występuje dymorfizm płciowy.

## Tryb życia
Gatunek ten jest aktywny nocą, powolny i nieagresywny. Ukąszenia ludzi zdarzają się rzadko i są niegroźne. Jad jest słaby, porównywalny z jadem pszczoły, rzadkie przypadki ukłucia są opisywane jako nie bardziej bolesne niż ukłucie szpilką.
Zwierzęta te nie prowadzą bardzo aktywnego trybu życia, opuszczają schronienia tylko w poszukiwaniu pokarmu i partnera, rzadziej w zimnych miesiącach. Aktywność samców zmienia się liniowo z temperaturą otoczenia, samice także reagują na temperaturę, ale stają się mało aktywne po godach, a najaktywniejsze są po wydaniu na świat młodych i kiedy przestają nosić je na grzbiecie.
Są to zwierzęta drapieżne, polujące z zasadzki. Ich pokarmem są głównie równonogi, jedzą także małe owady. W koloniach zdarza się kanibalizm. Unieruchamiają ofiary szczypcami, rzadko używając kolca jadowego. Po zabiciu ofiary wycofują się z powrotem do zamieszkiwanej szczeliny, aby zjeść ją poczynając od głowy. Zwykle wystarczy im jeden posiłek w nocy, czasem wychodzą czatować na drugi. Niezależnie od sukcesu polowania wycofują się w głąb nor o świcie. Są zdolne przetrwać długie okresy bez jedzenia.

## Rozmnażanie
Euscorpius flavicaudis rozmnaża się w najcieplejszych miesiącach roku, od czerwca do sierpnia, a długość sezonu rozrodczego jest uzależniona od ciepłej pogody. Jako że populacje tego gatunku są zazwyczaj małe i odosobnione, samce bronią dostępu do napotkanych samic przed konkurentami. Jeżeli potencjalna partnerka nie reaguje na zaloty, samiec wprowadza się do zamieszkiwanej przez nią szczeliny, odganiając inne samce, aż samica będzie gotowa do rozrodu. Partnerzy przystępując do godów chwytają się za nogogłaszczki i okrążają wzajemnie, co nazywa się „tańcem skorpionów”. Następnie samiec składa na podłożu spermatofor i wciąga partnerkę pod siebie, aż jej otwór płciowy znajdzie się nad spermatoforem. Po akcie samiec opuszcza samicę. Samica może zostać zapłodniona raz w sezonie lub wcale, samce, szczególnie duże osobniki, często zapładniają więcej niż jedną partnerkę. Samica nosi zapłodnione jaja przez 10 miesięcy i składa je, dopiero gdy są gotowe do wyklucia. Następnie nosi młode na grzbiecie przez ponad dwa miesiące, aż staną się na to za duże. W hodowli samice mogą wydać młode dwa razy w roku. Euscorpius flavicaudis żyje od 3 do 5 lat.

## Hodowla
Skorpiony Euscorpius flavicaudis bywają hodowane przez ludzi, nie sprawiają problemów. Temperatura w terrarium powinna być równa 20–25 °C; nocą może być niższa. Wilgotność powietrza powinna zawierać się w granicach 50–70%. Dorosłe można hodować w grupach. Terrarium dla dorosłego skorpiona powinno mieć dno o rozmiarach 15×15 cm.